# Barrage de Tongzilin
Le barrage de Tongzilin ou la centrale hydroélectrique de Tongzilin (chinois : 桐子林水电站) est un barrage sur le Yalong, un affluent du Yangtze dans la province du Sichuan, en Chine. C'est le dernier barrage sur le Yalong, 13 kilomètres avant sa confluence avec le Yangtze et 17 km en aval du barrage d'Ertan.
La centrale hydroélectrique du barrage possède 4 turbines d’une capacité de 150 MW soit une capacité totale de 600 MW. La construction du barrage a débuté en octobre 2010, la première turbine est mise en service en octobre 2015 et la centrale est complètement opérationnelle le 27 mars 2016.